# Санаторна
Санато́рна (рос. Санаторна) — присілок у складі Кетовського району Курганської області, Росія. Входить до складу Лісниковської сільської ради.
Населення — 334 особи (2010, 313 у 2002).